# Readeriella
Readeriella är ett släkte av svampar. Readeriella ingår i familjen Teratosphaeriaceae, ordningen Capnodiales, klassen Dothideomycetes, divisionen sporsäcksvampar och riket svampar.
|             | Catenulostroma                                                                        |
|             |                                                                                       |
|             | Batcheloromyces                                                                       |
|             |                                                                                       |
|             | Devriesia                                                                             |
|             |                                                                                       |
|             | Penidiella                                                                            |
|             |                                                                                       |
|             | Cibiessia                                                                             |
|             |                                                                                       |
| Readeriella | \| \| Readeriella mirabilis \| \| \| \| \| \| Readeriella novae-zelandiae \| \| \| \| |
|             | \| \| Readeriella mirabilis \| \| \| \| \| \| Readeriella novae-zelandiae \| \| \| \| |
|             | Acidomyces                                                                            |
|             |                                                                                       |
|             | Nothostrasseria                                                                       |
|             |                                                                                       |
|             | Hortaea                                                                               |
|             |                                                                                       |
|             | Teratosphaeria                                                                        |
|             |                                                                                       |
|             | Readeriella mirabilis                                                                 |
|             |                                                                                       |
|             | Readeriella novae-zelandiae                                                           |
|             |                                                                                       |

|  | Readeriella mirabilis       |
|  |                             |
|  | Readeriella novae-zelandiae |
|  |                             |